# 김민호 (1985년)
김민호(한국 한자: 金珉浩, 1985년 5월 13일 ~ )는 대한민국의 전 축구 선수이며, 포지션은 공격수였다.